# Petru Iuga
Petru Iuga (* 1974 in Săliștea de Sus, Kreis Maramureș) ist ein rumänischer Kontrabassist und seit 2010 Professor an der Hochschule für Musik und Darstellende Kunst Mannheim.

## Biographie
Iuga gewann 1. Preise beim Internationalen Kontrabasswettbewerb in Markneukirchen im Jahr 1999 und beim Internationalen Wettbewerb in Capbreton, Frankreich im Jahr 2000.
Petru Iuga erhielt den ersten Kontrabassunterricht in seiner Heimat Rumänien, u. a. mit  Prof. Ioan Cheptea, setzte aber dann auf Einladung von Sir Yehudi Menuhin seine Ausbildung an der International Menuhin Music Academy in Gstaad (Schweiz) fort. Es folgten weitere Studien an der Hochschule der Künste in Bern sowie am Conservatoire National Supérieur de Musique in Paris. Petru Iuga war Mitglied des Ensemble Orchestral de Paris, Erster Kontrabassist im Münchner Kammerorchester,  gastierte als Erster Kontrabassist mit dem London Symphony Orchestra und betreut derzeit eine Professur an der Staatlichen Hochschule für Musik und Darstellend Kunst in Mannheim.  Er ist Preisträger zahlreicher internationaler Wettbewerbe und errang jeweils den Ersten Preis an den Internationalen Kontrabass-Wettbewerben in Markneukirchen, Deutschland  (1999) und in Capbreton, Frankreich (2001).
Im März 2008 erschien beim CD-Label Denon eine Einspielung des Forellenquintetts von Franz Schubert mit dem Carmina-Quartett und Petru Iuga.